# Pelophryne misera
Espèce
Synonymes
- Nectophryne misera Mocquard, 1890

Statut de conservation UICN

 LC  : Préoccupation mineure
Pelophryne misera est une espèce d'amphibiens de la famille des Bufonidae.

## Répartition
Cette espèce est endémique de Malaisie orientale à Bornéo. Elle se rencontre en dessous de 1 500 m d'altitude dans l'État du Sabah et dans le nord-est de l'État du Sarawak.
Sa présence est incertaine dans le nord du Kalimantan en Indonésie.

## Description

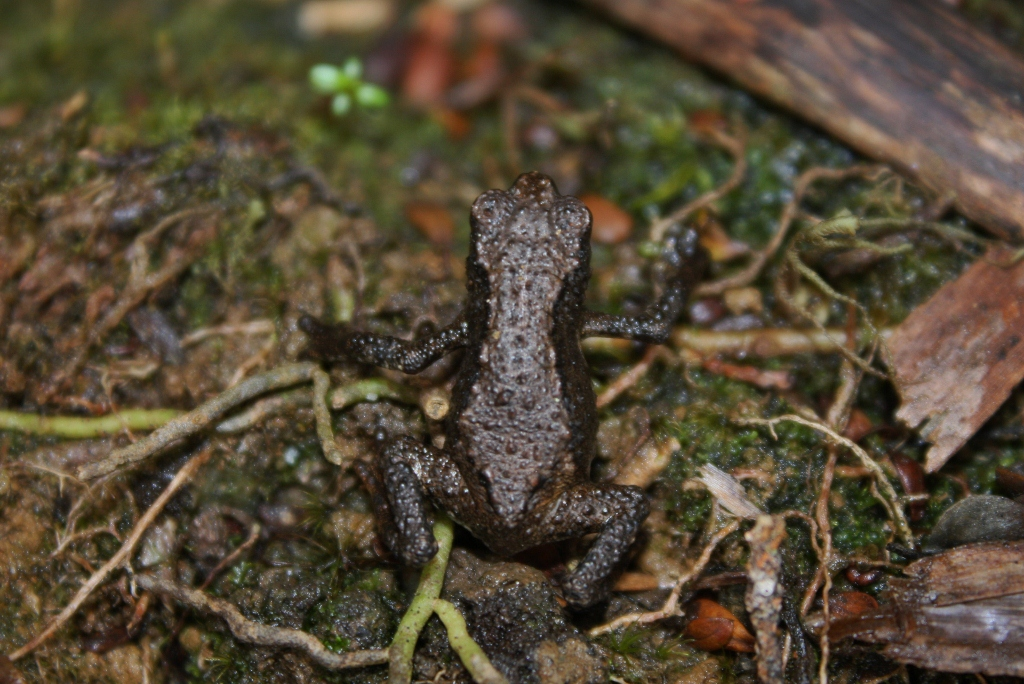
Pelophryne misera

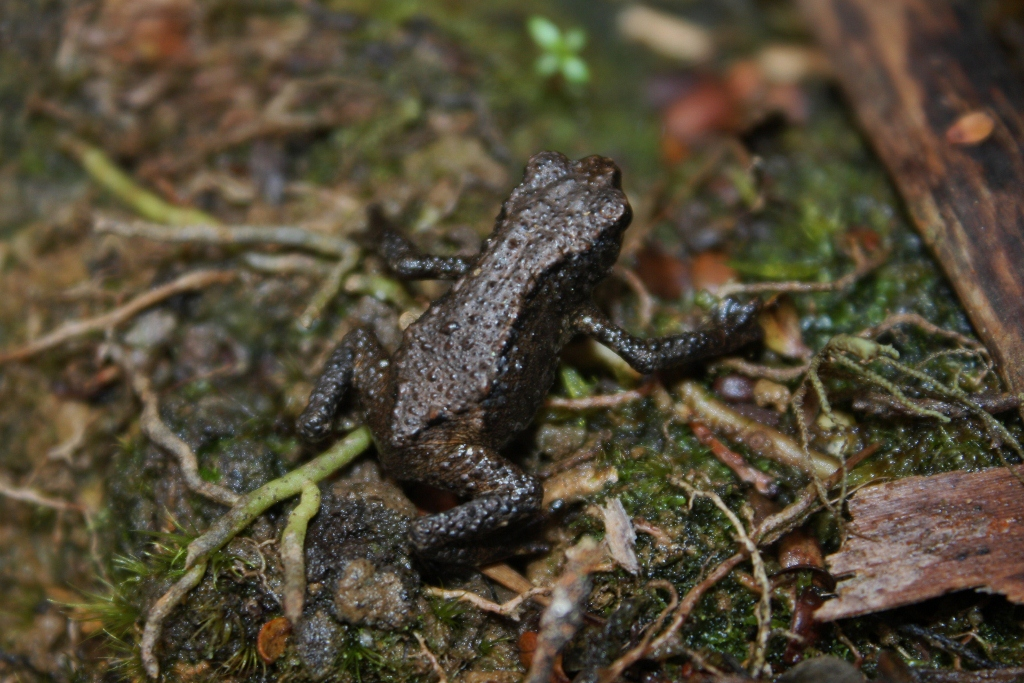
Pelophryne misera

L'holotype mesure 43 mm.

## Publication originale
- Mocquard, 1890 : Recherches sur la faune herpétologique des Iles de Bornéo et de Palawan. Nouvelles archives du Museum d'histoire naturelle de Paris, ser. 3, vol. 2, p. 115–168 (texte intégral).